# Redang
Redang is een bestuurslaag in het regentschap Indragiri Hulu van de provincie Riau, Indonesië. Redang telt 1793 inwoners (volkstelling 2010).